# Anton Sušnik (politik)
Anton Sušnik, slovenski politik, 16. januar 1880, Zduša, † 10. avgust 1934, Ljubljana.

## Življenje in delo
Sušnik se je rodil na Zduši pri Kamniku kmetu Antonu in Katarini rojeni Jagodic. V Ljubljani je obiskoval 1. in 2. razred II. državne gimnazije (1892–94) 3.–8. razred (1894–1900) pa na I. državni gimnaziji, nato na Dunaju študiral slovanske jezike in klasično filologijo. Po končanem študiju je od 1905 poučeval na gimnaziji v Kranju in od 1912 v Ljubljani. Po končani vojni je bil v letih 1919−21 predsednik Višjega šolskega sveta v Ljubljani. Kot predstavnik  Slovenske ljudske stranke (SLS) pa je bil 1919-20 v Začasnem narodnem presedstvu Kraljevine SHS član odbora za ustanovitev ljubljanske univerze. Novembra 1920 so ga na listi SLS izvolili v ustavodajno skupščino. V letih 1923, 1925 in 1927 je bil izvoljen za poslanca v Narodni skupščini Kraljevine SHS. Od julija do novembra 1924 je bil minister za promet v 3. vladi SHS. Kot minister si je prizadeval za zgraditev železniške povezave po dolini Krke do Novega mesta. Deloval je tudi kot publicist in časnikar. Sušnik je opisal pasijonske igre v Oberammergauu  in izdal z V. Šarabanom Vojska na Balkanu 1913: poljudna zgodovina balkanskih vojn 1912–1913.